# Prix SACD du Festival de Cannes
La SACD (Société des auteurs et compositeurs dramatiques) est présente dans les festivals et manifestations qu’elle soutient pour récompenser les auteurs et leurs œuvres. Lors du festival de Cannes la SACD remet deux prix aux auteurs :
- Prix SACD de la Quinzaine des réalisateurs[2]
- Prix SACD de la Semaine de la critique[3]

## Palmarès

### Prix SACD de la Quinzaine des réalisateurs
- 2008 : Claire Simon pour le film Les Bureaux de Dieu[2]
- 2009 : Xavier Dolan pour le film J'ai tué ma mère[2]
- 2010 : Olivier Masset-Depasse pour le film Illégal[2]
- 2011 : Bouli Lanners pour le film Les Géants[2]
- 2012 : Noémie Lvovsky pour le film Camille redouble[2]
- 2013 : Guillaume Gallienne pour le film Les Garçons et Guillaume, à table ![2]
- 2014 : Thomas Cailley pour le film Les Combattants[4],[2]
- 2015 : Arnaud Desplechin pour le film Trois Souvenirs de ma jeunesse[5],[6],[2]
- 2016 : Solveig Anspach pour le film L'Effet aquatique[7],[8]
- 2017 : Claire Denis pour le film Un beau soleil intérieur[9],[10],[2] et Philippe Garrel pour le film L'Amant d'un jour[10],[11],[2]
- 2018 : Pierre Salvadori pour le film En liberté ![12],[13],[14]
- 2019 : Rebecca Zlotowski pour le film Une fille facile[15]
- 2021 : Vincent Maël Cardona pour le film Les Magnétiques[16]
- 2022 : Thomas Salvador pour le film La Montagne[17]
- 2023 : Pierre Creton pour le film Un prince[18]
- 2024 : Sophie Fillières pour le film Ma vie, ma gueule
- 2025 : Valéry Carnoy pour le film La Danse des renards

### Prix SACD de la Semaine de la critique
- 2009 : Caroline Strubbe pour le film Lost persons area[19]
- 2010 : Phan Đăng Di pour le film Bi, n'aie pas peur ![20]
- 2011 : Jeff Nichols pour le film Take Shelter[21]
- 2012 : Meni Yaesh pour le film Les Voisins de Dieu[22]
- 2013 : Sébastien Pilote pour le film Le Démantèlement[23],[24]
- 2014 : Boris Lojkine pour le film Hope[25],[26]
- 2015 : César Augusto Acevedo pour le film La Terre et l'Ombre[27]
- 2016 : Davy Chou pour le film Diamond Island[28],[29]
- 2017 : Léa Mysius pour le film Ava[30],[31]
- 2018 : Benedikt Erlingsson pour le film Woman at War (Kona fer í stríð)[32],[33],[34]
- 2019 : César Díaz pour le film Nuestras madres
- 2021 : Elie Grappe pour le film Olga
- 2022 : Andrés Ramírez Pulido pour le film La Jauría[35]
- 2023 : Iris Kaltenbäck pour le film Le Ravissement[36]
- 2024 : Leonardo Van Dijl pour le film Julie se tait (Julie zwijgt)
- 2025 : Guillermo Galoe et Victor Alonso-Berbel pour le film Ciudad sin sueño